# Hands Off Venezuela

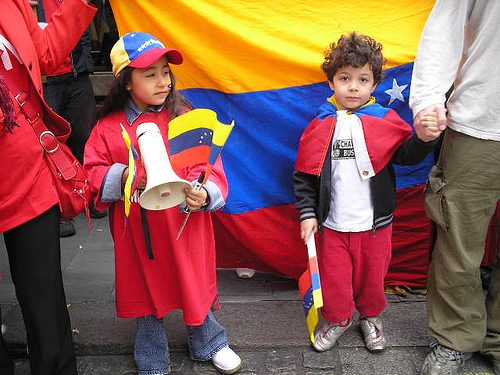
Demonstracja Hands Off Venezuela w Londynie w maju 2006 r.

Hands Off Venezuela (Ręce precz od Wenezueli) - międzynarodowa kampania polityczna, trwająca od grudnia 2002, mająca na celu rozpowszechnianie wiedzy o rewolucji boliwariańskiej w Wenezueli i przeciwstawienie się wizerunkowi prezydenta Hugo Chaveza jako dyktatora, który zdaniem organizatorów kampanii jest rozpowszechniany przez media neoliberalne. 
Do rozpoczęcia kampanii wezwał czołowy teoretyk Międzynarodowej Tendencji Marksistowskiej Alan Woods w apelu opublikowanym w mediach Tendencji - gazecie Socialist Appeal oraz na witrynie marxist.com. Podkreślał on wielokrotnie konieczność międzynarodowego wsparcia dla Wenezueli przede wszystkim w ruchu pracowniczym. 
Kampania zajmuje się gromadzeniem i popularyzacją wiedzy o Wenezueli i rewolucji boliwariańskiej, organizowaniem badań zachodzących tam wydarzeń i ich relacjonowaniem, jako przeciwwagą dla niekorzystnego wizerunku Wenezueli w mediach głównego nurtu. Jej działacze wskazują na wielokrotne nieścisłości i jednostronność, jakich te media dopuszczają się przy przedstawianiu wydarzeń w tym kraju. Oprócz prowadzenia krajowych stron internetowych organizują spotkania edukacyjne, nierzadko z udziałem aktywistów z Wenezueli oraz połączone z wyświetlaniem filmów dokumentalnych (z których najbardziej znane są The revolution will not be televised, poświęcony zamachowi stanu w Wenezueli w 2002 roku i No Volveran!). Od 2006 Hands off Venezuela wydaje periodyk pod tym samym tytułem. 

## W Polsce
Odpowiedzialna za kampanię w Polsce jest grupa związana z portalem socjalizm.org i pismem Nowy Tygodnik Popularny.